# ふたみ (海洋観測艦)
ふたみ（ローマ字：JS Futami, AGS-5102）は、海上自衛隊が運用していた海洋観測艦。ふたみ型海洋観測艦の1番艦。艦名は二見浦に由来する。

## 艦歴
「ふたみ」は、第4次防衛力整備計画に基づく昭和51年度計画海洋観測艦5102号艦として、三菱重工業下関造船所で1978年1月20日に起工され、1978年8月9日に進水、1979年2月27日に就役し、海洋業務隊に編入され横須賀に配備された。
1980年3月17日、海洋業務隊が海洋業務群に改編。
2010年3月17日、除籍。就役期間中の総航程は59万7,780海里、地球約28週分に達し、総航海時間は7万4,809時間に及んだ。